# Горовиков, Константин Владимирович
Константи́н Влади́мирович Горовико́в (31 августа 1977, Новосибирск, РСФСР, СССР) — российский хоккеист, центральный нападающий. Двукратный чемпион мира в составе сборной России. Тренер

## Биография
Родился и начал заниматься хоккеем в Новосибирске. Тренером его детской команды СДЮШОР «Сибирь» был Аркадий Багаев. В 17 лет получил приглашение попробовать свои силы в СКА и принял решение переехать в Санкт-Петербург.
В сезоне 1994/95 дебютировал во взрослом хоккее, сыграв 13 матчей за СКА в МХЛ, забил одну шайбу. Всего за клуб провёл пять сезонов. Был выбран на драфте НХЛ 1999 года клубом «Оттава Сенаторз» под общим 269-м номером. На тот момент Горовикову было почти 22 года — заметно больше чем возраст игроков, выбираемых в первых раундах. Принял участие в летнем тренировочном лагере «Оттавы», сыграл в нескольких выставочных матчах, забросив в них одну шайбу. Однако в основной состав команды для участия в регулярном чемпионате НХЛ не прошёл и был сослан в фарм-клуб — команду IHL «Гранд-Рапидс Гриффинс». Проведя два года в IHL и так и не получив вызова в «Оттаву Сенаторз», Горовиков вернулся на родину.
С 2001 года дольше чем на три года он ни в одной команде не задерживался. Стал привлекаться к играм за национальную сборную.
Первым клубом Горовикова после возвращения стал «Салават Юлаев». Начал чемпионат 2001/2002 Горовикова ярко, набрав 15 очков (10+5) в первых 18 матчах. Звено Шаламай — Горовиков — Карамнов лидировало в Суперлиге по числу забитых голов. К концу турнира показатели стали скромнее, но Горовиков был включён в список кандидатов для участия в чемпионате мира 2002 и сыграл за сборную России, руководимую Борисом Михайловым, в апрельских товарищеских матчах и на «Кубке Карьяла». Это был его дебют в форме национальной сборной. Лишь в последний день перед отлётом на ЧМ Горовиков узнал, что не попал в состав.
В середине сезона 2002/2003 был назначен капитаном уфимской команды и помог ей впервые за 4 года выйти в плей-офф чемпионата Суперлиги, где клуб попал в первом раунде на сильнейшую на тот момент команду страны — ярославский «Локомотив» и уступил 0-3 в серии. В течение всего сезона Горовикова приглашали в сборную (главным тренером был Владимир Плющев) на матчи Еврохоккейтура, поучаствовал он также в Матче всех звёзд Суперлиги, состоявшемся в декабре в Омске.
Горовиков перешёл в состав вице-чемпиона страны череповецкой «Северстали». Однако в сезоне 2003/2004 клуб занял только 13-е место в итоговой таблице. Горовиков стал лишь девятым в списке самых результативных нападающих команды. Если осенью Виктор Тихонов ещё приглашал нападающего в сборную России на этапы Евротура, то к майскому чемпионату мира он был вычеркнут из круга кандидатов.
Следующий сезон Горовиков провёл в СКА. Он набрал рекордные в карьере 33 очка, а звено Шинкарь — Горовиков — Гольц стало третьим во всей лиге по числу заброшенных шайб. В сборную не приглашался, одной из причин чему был локаут в НХЛ, вызвавший массовое возвращение лучших российских хоккеистов на родину.
Летом перешёл в омский «Авангард». Сибирская команда сумела дойти до финальной серии чемпионата суперлиги, где уступила казанскому «Ак Барсу». Апрель 2006 года принёс 28-летнему Горовикову первые медали. Через месяц он дебютировал на чемпионате мира. Возглавляемые Владимиром Крикуновым россияне проиграли в 1/4 финала в овертайме сборной Чехии. Горовиков выходил на площадку в четвёртом звене и его игра заслужила положительные оценки прессы. Он стал третьим на турнире по проценту выигранных вбрасываний.
Следующий год также провёл в Омске. Клуб завоевал бронзу, потерпев поражение от магнитогорского «Металлурга» в полуфинале. В августе 2006 г. Горовиков был включён в расширенный список кандидатов нового тренера сборной Вячеслава Быкова, однако ни на этапы Еврохоккейтура, ни на московский чемпионат мира вызовы не получал.
Летом 2007 в третий раз за карьеру перешёл в СКА и провёл в нём три последующих сезона. Не дождавшись от руководства клуба нового контрактного предложения, подписал соглашение с ОХК «Динамо» (Москва). Второй год в «Динамо» принёс 34-летнему Горовикову первое российское чемпионство. В апреле 2012 г, обыграв в семиматчевой финальной серии омский «Авангард», динамовцы выиграли Кубок Гагарина. Тройка Комаров — Горовиков — Анисин была основной ударной силой москвичей в том плей-офф, сам Горовиков стал его третьим бомбардиром и лучшим ассистентом. Через год выиграл второй чемпионский трофей, и в роли игрока первой тройки составил новое сильнейшее атакующее трио московского «Динамо»: Сопин — Горовиков — Касянчук.

### Достижения
- Двукратный чемпион мира (2008, 2009) в составе сборной России.
- Бронзовый призёр чемпионата России (2005).
- Серебряный призёр чемпионата России (2006).
- Двукратный обладатель Кубка Гагарина (2012, 2013).

## Статистика
| Легенда | Легенда                    | Легенда | Легенда                   | Легенда | Легенда    |
| ------- | -------------------------- | ------- | ------------------------- | ------- | ---------- |
| И       | Количество проведённых игр | Штр     | Штрафное время            | +/−     | Плюс-минус |
| Г       | Голы                       | П       | Голевые передачи          | О       | Очки       |
| -       | Статистика неизвестна      | —       | Статистика не учитывалась |         |            |

## Награды
- Медаль ордена «За заслуги перед Отечеством» II степени (30 июня 2009) — за большой вклад в победу национальной сборной команды России по хоккею на чемпионатах мира в 2008 и 2009 годах[10]
- Заслуженный мастер спорта России (2009)[11].